# Список картин Тамары Лемпицкой (1921—1939)
Список картин Тамары Лемпицкой (1921—1939) представляет собой полный перечень картин польской художницы, прославившейся прежде всего своими портретами в стиле ар-деко, в соответствующий период (до переезда в 1939 году из Парижа в США).
1920-е годы стали для Лемпицкой периодом становления и признания как художницы. Настоящим прорывом для неё стало участие её работ в 1925 году в парижской Международной выставке современных декоративных и промышленных искусств, от названия которой и произошёл термин «ар-деко». «Автопортрет (Тамара в зелёном «Бугатти»)», одна из самых известных и знаковых картин Лемпицкой, была написана в 1929 году. Тогда она же впервые отправилась в США, где выполняла заказы и участвовала в выставках. Пик творческой карьеры Лемпицкой пришёлся на 1930-е годы. Несмотря на продолжающуюся Великую депрессию, Лемпицка продолжала получать заказы и выставляла свои работы в ряде парижских галерей. Зимой 1939 года, после начала Второй мировой войны, она вместе со своим мужем бароном Куффнером переехала в США.

## Описание списка
Этот список основан на каталоге-резоне Алена Блонделя 1999 года. Данный перечень является частью списка картин Тамары Лемпицкой, условно разделённого на два для удобства восприятия и использования. Картины располагаются в соответствии с нумерацией в данном каталоге, которая по большей части совпадает с хронологическим порядком. По каждой картине представлена следующая информация: название на русском и английском языках, год создания, техника, размеры в сантиметрах и нынешнее место хранения картины. В разделе «Примечания» даны ссылки на источники информации о работах, в том числе на страницы картин на официальных сайтах музеев, где они хранятся. Из-за ограничений в русскоязычном разделе Википедии на отображение произведений, охраняемых авторским правом, для просмотра той или иной картины следует перейти по внешней ссылке (картины Лемпицкой перейдут в общественное достояние 1 января 2051 года, спустя 70 лет после её смерти).

## Список
Каталог:
Ниже приведено краткое обозначение каталога, упоминаемого в списке:
- B. — Blondel, Alain. Tamara de Lempicka : catalogue raisonné, 1921-1979 :  [англ.]. — Lausanne : Acatos, 1999. — 527 с. — ISBN 2940033285.

| Название | Картина             | Год создания | Техника                  | Размеры      | Каталог | Место хранения | Примечания                      |
| --- | ------------------- | ------------ | ------------------------ | ------------ | ------- | --- | ------------------------------- |
| Китаец англ. The Chinese Man                                                                                               | Внешнее изображение | 1921         | холст, масло             | 35 x 27      | B.001   | Музей современного искусства Андре Мальро (Гавр, Франция)                                                              | [ 2 ]                           |
| Женщина в шали в профиль англ. Woman Wearing a Shawl, in Profile                                                           | Внешнее изображение | 1922         | холст, масло             | 61 x 46      | B.002   | Художественная галерея Барри Фридмана (Нью-Йорк, США)                                                                  | [ 3 ]                           |
| Цветочный горшок с фуксиями англ. Flowerpot with Fuchsias                                                                  | Внешнее изображение | 1922         | картон, масло            | 49,5 x 33,5  | B.003   | частная коллекция (Франция), в 2004 году выставлялась на аукционе «Сотбис»                                             | [ 4 ] [ 5 ]                     |
| Букет гортензий и лимон англ. Bouquet of Hortensias and Lemon                                                              | Внешнее изображение | 1922         | холст, масло             | 55 x 46      | B.004   | частная коллекция (Польша), 4 февраля 2015 года продана на аукционе «Сотбис» за £209 000                               | [ 6 ] [ 7 ]                     |
| Портрет крестьянки в головном уборе англ. Portrait of a Peasant with a Headdress                                           | Внешнее изображение | 1922         | холст, масло             | ?            | B.005   | неизвестная коллекция                                                                                                  | [ 8 ]                           |
| Гадалка англ. The Fortune-Teller                                                                                           | Внешнее изображение | 1922         | холст, масло             | 73 x 60      | B.006   | Художественная галерея Барри Фридмана (Нью-Йорк, США)                                                                  | [ 9 ]                           |
| Портрет молодой леди в голубом платье англ. Portrait of a Young Lady in a Blue Dress                                       | Внешнее изображение | 1922         | холст, масло             | 63 x 53      | B.007   | Художественная галерея Барри Фридмана (Нью-Йорк, США)                                                                  | [ 10 ]                          |
| Портрет игрока в поло англ. Portrait of a Polo Player                                                                      | Внешнее изображение | 1922         | холст, масло             | 73 x 60      | B.008   | частная коллекция (США)                                                                                                | [ 11 ]                          |
| Портрет девочки со своим плюшевым мишкой англ. Portrait of a Little Girl with Her Teddy Bear                               | Внешнее изображение | 1922         | холст, масло             | 65 x 50      | B.009   | частная коллекция (Испания)                                                                                            | [ 12 ]                          |
| Портрет молодой леди в шляпе англ. Portrait of a Young Lady with a Hat                                                     | Внешнее изображение | 1922         | холст, масло             | ?            | B.010   | неизвестная коллекция                                                                                                  | [ 13 ]                          |
| Рыжеволосая читательница англ. Redheaded Woman Reading                                                                     | Внешнее изображение | 1922         | холст, масло             | 92 x 73      | B.011   | частная коллекция (Франция)                                                                                            | [ 14 ]                          |
| Мать и дитя англ. Mother and Child                                                                                         | Внешнее изображение | 1922         | холст, масло             | 92 x 65      | B.012   | частная коллекция (Франция), 12 ноября 2018 года продана на аукционе «Кристис» за $56 250                              | [ 15 ] [ 16 ]                   |
| Поцелуй англ. The Kiss | Внешнее изображение | 1922         | холст, масло             | 50 x 61      | B.013   | частная коллекция (Франция)                                                                                            | [ 17 ] [ 18 ]                   |
| Клетчатая шляпа англ. The Checkered Hat                                                                                    | Внешнее изображение | 1922         | холст, масло             | ?            | B.014   | ? | [ 19 ]                          |
| Портрет печальной молодой леди англ. Portrait of a Sad Young Lady                                                          | Внешнее изображение | 1922         | холст, масло             | ?            | B.015   | неизвестная коллекция                                                                                                  | [ 20 ]                          |
| Обнажённая на синем фоне англ. Nude, Blue Background                                                                       | Внешнее изображение | 1923         | холст, масло             | 70 x 58,5    | B.016   | частная коллекция | [ 21 ]                          |
| Улица ночью англ. A Street at Night                                                                                        | Внешнее изображение | 1923         | картон, масло            | 50 x 33,5    | B.017   | частная коллекция (Франция)                                                                                            | [ 22 ]                          |
| Озерный и горный пейзаж англ. Lake and Mountain Landscape                                                                  | Внешнее изображение | 1923         | холст, масло             | ?            | B.018   | неизвестная коллекция                                                                                                  | [ 23 ]                          |
| Сидящая обнажённая в профиль англ. Seated Nude in Profile                                                                  | Внешнее изображение | 1923         | холст, масло             | 81 x 54      | B.019   | Художественная галерея Барри Фридмана (Нью-Йорк, США), 15 мая 2019 года продана на аукционе «Сотбис» за $400 000       | [ 24 ] [ 25 ]                   |
| Брутальная женская фигура англ. Brutal Woman Figure                                                                        | Внешнее изображение | 1923         | холст, масло             | ?            | B.020   | неизвестная коллекция                                                                                                  | [ 26 ]                          |
| Сидящая обнажённая англ. Seated Nude                                                                                       | Внешнее изображение | 1923         | холст, масло             | 94 x 56      | B.021   | частная коллекция (США)                                                                                                | [ 27 ]                          |
| Спящая девушка англ. The Sleeping Girl                                                                                     | Внешнее изображение | 1923         | холст, масло             | 89 x 146     | B.022   | Художественная галерея Барри Фридмана (Нью-Йорк, США), в 2006 году выставлялась на аукционе «Сотбис»                   | [ 28 ] [ 29 ]                   |
| Перспектива (Две подруги) англ. Perspective                                                                                | Внешнее изображение | 1923         | холст, масло             | 130 x 162    | B.023   | Музей современного искусства «Пти-Пале» (Женева, Швейцария)                                                            | [ 30 ] [ 31 ]                   |
| Сидящая обнажённая англ. Seated Nude                                                                                       | Внешнее изображение | 1923         | холст, масло             | 92 x 65      | B.024   | частная коллекция (США)                                                                                                | [ 27 ]                          |
| Портрет барона Куффнера англ. Il fondo rosa (Portrait of Bibi Zögbe)                                                       | Внешнее изображение | 1923         | холст, масло             | 47 x 38,7    | B.025   | частная коллекция (Милан, Италия), 2 марта 2017 года выставлялась на аукционе «Сотбис», оцениваясь в £300 000—500 000  | [ 32 ] [ 33 ] [ 34 ]            |
| Этюд фигуры англ. Figure Study                                                                                             | Внешнее изображение | 1923         | холст, масло             | ?            | B.026   | неизвестная коллекция                                                                                                  | [ 35 ]                          |
| Портрет мужчины в клубном кресле англ. Portrait of a Man in a Club Chair                                                   | Внешнее изображение | 1923         | холст, масло             | ?            | B.027   | неизвестная коллекция                                                                                                  | [ 36 ]                          |
| Графин Луи-Филиппа англ. The Louis-Philippe Decanter                                                                       | Внешнее изображение | 1923         | холст, масло             | 35 x 27      | B.028   | частная коллекция (Франция), 14 мая 2022 года продана на аукционе «Кристис» за $100 800                                | [ 37 ] [ 38 ]                   |
| Цыганка англ. The Gypsy | Внешнее изображение | 1923         | холст, масло             | 73 x 60      | B.029   | частная коллекция (Швейцария), 4 ноября 2004 года продана на аукционе «Кристис» за $147 500                            | [ 39 ] [ 40 ]                   |
| Её печаль англ. Her Sadness                                                                                                | Внешнее изображение | 1923         | холст, масло             | 116 x 73     | B.030   | частная коллекция (США)                                                                                                | [ 41 ]                          |
| Женщина в чёрном платье англ. Woman in a Black Dress                                                                       | Внешнее изображение | 1923         | холст, масло             | 195 x 60,5   | B.031   | частная коллекция (Германия), 6 мая 2009 года продана на аукционе «Сотбис» за $470 500                                 | [ 42 ] [ 43 ] [ 44 ]            |
| 75 англ. 75 | нет изображения     | 1923         | холст, масло             | ?            | B.032   | неидентифицированная работа                                                                                            | [ 45 ]                          |
| Двойные «47» англ. Double "47"                                                                                             | Внешнее изображение | 1924         | деревянная панель, масло | 46 x 38      | B.033   | частная коллекция (Германия)                                                                                           | [ 46 ]                          |
| Портрет женщины в шляпке англ. Portrait of a Woman with Cap                                                                | нет изображения     | 1924         | холст, масло             | ?            | B.034   | неизвестная коллекция                                                                                                  | [ 47 ]                          |
| Женская фигура англ. Woman Figure                                                                                          | Внешнее изображение | 1924         | доска, масло             | 29 x 18      | B.035   | частная коллекция, 16 июня 2021 года продана на аукционе «Кристис» за €150 000                                         | [ 48 ] [ 49 ]                   |
| Вдова англ. The Widow | Внешнее изображение | 1924         | холст, масло             | 52 x 34      | B.036   | приобретена непосредственно Ш. Гено (Франция), 24 июня 2014 года продана на аукционе «Сотбис» за £134 500              | [ 50 ] [ 51 ] [ 52 ]            |
| Зелёная вуаль англ. The Green Veil                                                                                         | Внешнее изображение | 1924         | холст, масло             | 46 x 33      | B.037   | частная коллекция (США)                                                                                                | [ 53 ]                          |
| Натюрморт с русской куклой англ. Still Life with a Russian Doll                                                            | Внешнее изображение | 1924         | холст на картоне, масло  | 33 x 24      | B.038   | частная коллекция (США)                                                                                                | [ 54 ]                          |
| Открытая книга англ. The Open Book                                                                                         | Внешнее изображение | 1924         | холст на картоне, масло  | 24 x 35      | B.039   | частная коллекция (Франция)                                                                                            | [ 55 ]                          |
| Красная птица англ. The Red Bird                                                                                           | Внешнее изображение | 1924         | холст на картоне, масло  | 24 x 33      | B.040   | частная коллекция (Италия)                                                                                             | [ 56 ]                          |
| Порт в лунном свете англ. A Harbor in the Moonlight                                                                        | Внешнее изображение | 1924         | холст, масло             | 43 x 38      | B.041   | частная коллекция (Германия), 6 ноября 2014 года продана на аукционе «Кристис» за $665 000                             | [ 57 ] [ 58 ]                   |
| Метла и перевёрнутый холст англ. Broom and Turned-Around Painting                                                          | Внешнее изображение | 1924         | холст, масло             | 46 x 38      | B.042   | частная коллекция (Франция)                                                                                            | [ 59 ]                          |
| Метла и кувшин англ. Broom and Pitcher                                                                                     | Внешнее изображение | 1924         | холст, масло             | 46 x 38      | B.043   | частная коллекция (Франция)                                                                                            | [ 60 ]                          |
| Гиацинт англ. Il giacinto                                                                                                  | нет изображения     | 1924         | холст, масло             | ?            | B.044   | неидентифицированная работа                                                                                            | [ 61 ]                          |
| Бутылка и цветная капуста англ. Bottle and Cauliflower                                                                     | Внешнее изображение | 1924         | холст, масло             | 46 x 55      | B.045   | Художественная галерея Барри Фридмана (Нью-Йорк, США), 5 февраля 2015 года продана на аукционе «Кристис» за £110 500   | [ 62 ] [ 63 ]                   |
| Женская голова англ. Head of a Woman                                                                                       | Внешнее изображение | 1924         | деревянная панель, масло | 34,5 x 36    | B.046   | частная коллекция (Франция)                                                                                            | [ 64 ]                          |
| Портрет мадам Занетос англ. Portrait of Madame Zanetos                                                                     | Внешнее изображение | 1924         | холст, масло             | 92 x 73      | B.047   | частная коллекция (США)                                                                                                | [ 65 ]                          |
| Портрет Кизетты англ. Portrait of Kizette                                                                                  | Внешнее изображение | 1924         | холст, масло             | 135 x 57     | B.048   | частная коллекция (США), 13 ноября 2017 года продана на аукционе «Кристис» за $3 012 500                               | [ 66 ] [ 67 ]                   |
| Портрет герцогини де Вальми англ. Portrait of the Duchess of Valmy                                                         | Внешнее изображение | 1924         | холст, масло             | 73 x 50      | B.049   | частная коллекция (Франция), 3 ноября 2009 года продана на аукционе «Кристис» за $1 370 500                            | [ 68 ] [ 69 ]                   |
| Портрет Константина Штифтера англ. Portrait of Constantin Stifter                                                          | Внешнее изображение | 1924         | холст, масло             | ?            | B.050   | приобретена непосредственно Константином Штифтером (Франция)                                                           | [ 70 ]                          |
| Ритм англ. Rythm | Внешнее изображение | 1924         | холст, масло             | 160 x 144    | B.051   | частная коллекция | [ 71 ]                          |
| Любовь и музыка англ. Amore e Musica                                                                                       | нет изображения     | 1925         | холст, масло             | ?            | B.052   | неопознанная работа | [ 72 ]                          |
| Мост в 16 часов англ. Bridge at 4 PM                                                                                       | нет изображения     | 1925         | холст, масло             | ?            | B.053   | неопознанная работа | [ 73 ]                          |
| Хорошая новость англ. La buona Notizia                                                                                     | нет изображения     | 1925         | холст, масло             | ?            | B.054   | неопознанная работа | [ 74 ]                          |
| Портрет маркиза Сомми англ. Portrait of Marquis Sommi                                                                      | Внешнее изображение | 1925         | холст, масло             | 100 x 73     | B.055   | частная коллекция (США), 3 ноября 2009 года продана на аукционе «Кристис» за $4 338 500                                | [ 75 ] [ 76 ]                   |
| Портрет Гвидо Сомми англ. Portrait of Guido Sommi                                                                          | Внешнее изображение | 1925         | холст, масло             | 116 x 61     | B.056   | частная коллекция (Франция), 14 ноября 2016 года выставлялась на аукционе «Сотбис», оцениваясь в $4 000 000—6 000 000  | [ 77 ] [ 78 ]                   |
| Ирен и её сестра англ. Irene and Her Sister                                                                                | Внешнее изображение | 1925         | холст, масло             | 146 x 89     | B.057   | Художественная галерея Ирены Хохман (США)                                                                              | [ 79 ]                          |
| Обнажённая на террасе англ. Nude on a Terrace                                                                              | Внешнее изображение | 1925         | холст, масло             | 38 x 55      | B.058   | частная коллекция (Германия), 8 ноября 2012 года продана на аукционе «Сотбис» за $2 322 500                            | [ 80 ] [ 81 ] [ 82 ]            |
| Две обнажённые в перспективе англ. Two Nudes in Perspective                                                                | Внешнее изображение | 1925         | холст, масло             | 55 x 33      | B.059   | коллекция Г. Лахуссуа (Франция), 5 ноября 2014 года продана на аукционе «Сотбис» за $815 000                           | [ 83 ] [ 84 ]                   |
| Сидящая обнажённая англ. Seated Nude                                                                                       | Внешнее изображение | 1925         | холст, масло             | 61 x 38      | B.060   | частная коллекция (Швейцария)                                                                                          | [ 27 ]                          |
| Сидящая женщина англ. Seated Woman                                                                                         | Внешнее изображение | 1925         | холст, масло             | 55 x 33      | B.061   | Художественная галерея Барри Фридмана (Нью-Йорк, США), 5 февраля 2015 года продана на аукционе «Кристис» за £242 500   | [ 85 ] [ 86 ]                   |
| Сидящая обнажённая англ. Seated Nude                                                                                       | Внешнее изображение | 1925         | холст, масло             | 61 x 38      | B.062   | частная коллекция (США)                                                                                                | [ 27 ]                          |
| Натурщица англ. The Model                                                                                                  | Внешнее изображение | 1925         | холст, масло             | 116 x 73     | B.063   | Художественная галерея Барри Фридмана (Нью-Йорк, США)                                                                  | [ 87 ]                          |
| Группа из четырёх обнажённых англ. Group of Four Nudes                                                                     | Внешнее изображение | 1925         | холст, масло             | 130 x 81     | B.064   | частная коллекция (США), 2 мая 2006 года продана на аукционе «Кристис» за $3 152 000                                   | [ 88 ] [ 89 ] [ 90 ]            |
| Две женщины в клошах англ. Two Women with Cloches                                                                          | Внешнее изображение | 1925         | деревянная панель, масло | 32 x 40      | B.065   | частная коллекция (Япония)                                                                                             | [ 91 ]                          |
| Две девочки с лентами англ. Two Little Girls with Ribbons                                                                  | Внешнее изображение | 1925         | холст, масло             | 100 x 73     | B.066   | коллекция Джорджа и Вивиан Дин (США)                                                                                   | [ 92 ]                          |
| Портрет баронессы Ренаты Тревес англ. Portrait of Baroness Renata Treves                                                   | Внешнее изображение | 1925         | холст, масло             | 100 x 70     | B.067   | Художественная галерея Барри Фридмана (Нью-Йорк, США)                                                                  | [ 93 ]                          |
| Голова славянской женщины англ. Head of Slavic Woman                                                                       | Внешнее изображение | 1925         | холст, масло             | 46 x 38      | B.068   | частная коллекция (Франция)                                                                                            | [ 94 ]                          |
| Портрет Андре Жида англ. Portrait of André Gide                                                                            | Внешнее изображение | 1925         | картон, масло            | 50 x 35      | B.069   | частная коллекция (США)                                                                                                | [ 95 ]                          |
| Портрет князя Эристоффа англ. Portrait of Prince Eristoff                                                                  | Внешнее изображение | 1925         | холст, масло             | 65 x 92      | B.070   | частная коллекция (США)                                                                                                | [ 96 ]                          |
| Портрет маркиза д’Аффолитто англ. Portrait of marquis d’Afflito                                                            | Внешнее изображение | 1925         | холст, масло             | 81 x 130     | B.071   | частная коллекция (Италия), 7 ноября 2012 года продана на аукционе «Кристис» за $4 562 500                             | [ 97 ] [ 98 ] [ 99 ]            |
| Портрет герцогини де ла Саль англ. Portrait of the Duchess of La Salle                                                     | Внешнее изображение | 1925         | холст, масло             | 162 x 97     | B.072   | частная коллекция (Германия), 5 мая 2009 года продана на аукционе «Сотбис» за $4 450 500                               | [ 100 ] [ 101 ] [ 102 ]         |
| Склонившаяся обнажённая I англ. Leaning Nude I                                                                             | Внешнее изображение | 1925         | холст, масло             | ?            | B.073   | неизвестная коллекция, 2 мая 2012 года продана на аукционе «Сотбис» за $5 458 500                                      | [ 103 ] [ 104 ]                 |
| Склонившаяся обнажённая II англ. Leaning Nude II                                                                           | Внешнее изображение | 1926         | холст, масло             | 33 x 19      | B.074   | частная коллекция (Франция), в 2005 году выставлялась на аукционе «Сотбис»                                             | [ 105 ] [ 106 ]                 |
| Женщина, лежащая на траве англ. Woman Lying on the Grass                                                                   | Внешнее изображение | 1926         | холст, масло             | 52,5 x 152   | B.075   | частная коллекция (США)                                                                                                | [ 107 ]                         |
| Женщины, играющие в карты англ. Card Players                                                                               | Внешнее изображение | 1926         | холст, масло             | 35 x 27      | B.076   | украдена (Франция) | [ 108 ]                         |
| Портрет его императорского величества великого герцога Габриэля англ. Portrait of His Imperial Highness Grand Duke Gabriel | Внешнее изображение | 1926         | холст, масло             | 116 x 65     | B.077   | частная коллекция (США)                                                                                                | [ 109 ] [ 110 ]                 |
| Портрет маркиза д’Аффлито у лестницы англ. Portrait of the Marquis of Afflito (on the staircase)                           | Внешнее изображение | 1926         | холст, масло             | 116 x 73     | B.078   | частная коллекция (США)                                                                                                | [ 111 ]                         |
| Абстрактная композиция англ. Abstract Composition                                                                          | Внешнее изображение | 1926         | холст, масло             | 35 x 27      | B.079   | частная коллекция (Франция)                                                                                            | [ 112 ]                         |
| Абстрактная композиция англ. Abstract Composition                                                                          | Внешнее изображение | 1926         | холст, масло             | 35 x 27      | B.080   | собственность семьи Лемпицка                                                                                           | [ 112 ]                         |
| Кизетта в розовом англ. Kizette in Pink                                                                                    | Внешнее изображение | 1926         | холст, масло             | 116 x 73     | B.081   | Музей изящных искусств (Нант, Франция)                                                                                 | [ 113 ] [ 114 ]                 |
| Кизетта на балконе англ. Kizette on the Balcony                                                                            | Внешнее изображение | 1927         | холст, масло             | 130 x 81     | B.082   | Государственный музей современного искусства (Париж, Франция)                                                          | [ 115 ] [ 116 ]                 |
| Усталость англ. Lassitude                                                                                                  | Внешнее изображение | 1927         | деревянная панель, масло | 47 x 27      | B.083   | Национальный музей (Варшава, Польша)                                                                                   | [ 117 ]                         |
| Розовая туника англ. The Pink Tunic                                                                                        | Внешнее изображение | 1927         | холст, масло             | 73 x 116     | B.084   | частная коллекция (США), 12 ноября 2019 года продана на аукционе «Сотбис» за $13 362 500                               | [ 118 ] [ 119 ]                 |
| Грёза англ. The Dream | Внешнее изображение | 1927         | холст, масло             | 81 x 60      | B.085   | коллекция миссис Антонии Шульман (США), 2 ноября 2011 года продана на аукционе «Сотбис» за $8 482 500                  | [ 120 ] [ 121 ]                 |
| Прекрасная Рафаэла III в зелёном англ. La belle Rafaëla in Green                                                           | Внешнее изображение | 1927         | холст, масло             | 38 x 61      | B.086   | частная коллекция, 7 февраля 2017 года выставлялась на аукционе «Сотбис»                                               | [ 122 ] [ 123 ]                 |
| Прекрасная Рафаэла англ. La belle Rafaëla                                                                                  | Внешнее изображение | 1927         | холст, масло             | 65 x 92      | B.087   | частная коллекция (США)                                                                                                | [ 124 ] [ 125 ]                 |
| Лежащая обнажённая с книгой англ. Reclining Nude with Book                                                                 | Внешнее изображение | 1927         | холст, масло             | ?            | B.088   | приобретена непосредственно Фернаном Валлоном (Франция), 10 мая 2001 года продана на аукционе «Кристис» за $1 546 000  | [ 126 ] [ 127 ]                 |
| Оранжевый шарф (Юные леди) англ. The Orange Scarf                                                                          | Внешнее изображение | 1927         | деревянная панель, масло | 41 x 33      | B.089   | частная коллекция (США)                                                                                                | [ 128 ] [ 129 ]                 |
| Роза на письме англ. A Rose on a Letter                                                                                    | Внешнее изображение | 1927         | холст на картоне, масло  |              | B.090   | неизвестная коллекция                                                                                                  | [ 130 ]                         |
| Букет фиалок англ. Bouquet of Violets                                                                                      | Внешнее изображение | 1927         | холст на картоне, масло  | 33 x 24      | B.091   | частная коллекция (Германия), 14 ноября 2017 года продана на аукционе «Кристис» за $150 000                            | [ 131 ] [ 132 ]                 |
| Букет чертополоха с открытой книгой англ. Bouquet of Thistles with an Open Book                                            | Внешнее изображение | 1927         | холст, масло             | 16 x 22      | B.092   | частная коллекция (Франция)                                                                                            | [ 133 ]                         |
| Розовый пеньюар I англ. The Pink Shirt I                                                                                   | Внешнее изображение | 1927         | деревянная панель, масло | 41 x 33      | B.093   | частная коллекция (США), 6 мая 2009 года продана на аукционе «Кристис» за $3 218 500                                   | [ 134 ] [ 135 ] [ 136 ]         |
| Делящиеся секретами англ. Sharing Secrets                                                                                  | Внешнее изображение | 1928         | холст, масло             | 46 x 38      | B.094   | Галерея Кампо-деи-Фиори (Италия)                                                                                       | [ 137 ]                         |
| Портрет Арлетт Букар англ. Portrait of Arlette Boucard                                                                     | Внешнее изображение | 1928         | холст, масло             | 70 x 130     | B.095   | частная коллекция (США)                                                                                                | [ 138 ]                         |
| В разгар лета англ. High Summer                                                                                            | Внешнее изображение | 1928         | деревянная панель, масло | 35 x 27      | B.096   | частная коллекция (США)                                                                                                | [ 139 ]                         |
| Женщина в зелёной перчатке англ. Woman with a Green Glove                                                                  | Внешнее изображение | 1928         | фанера, масло            | 100 x 65     | B.097   | частная коллекция (США)                                                                                                | [ 140 ]                         |
| Незаконченный автопортрет англ. Unfinished Self-Portrait                                                                   | Внешнее изображение | 1928         | холст, масло             | 46 x 38      | B.098   | частная коллекция (США)                                                                                                | [ 141 ]                         |
| Портрет Романы де ла Салль в профиль англ. Portrait of Romana de la Salle in Profile                                       | Внешнее изображение | 1928         | деревянная панель, масло | ?            | B.099   | неизвестная коллекция                                                                                                  | [ 142 ]                         |
| Портрет Романы де ла Салль англ. Portrait of Romana de la Salle                                                            | Внешнее изображение | 1928         | холст, масло             | 162 x 97     | B.100   | частная коллекция (Германия), 14 ноября 2022 года продана на аукционе «Сотбис» за $14 112 500                          | [ 143 ] [ 144 ] [ 145 ] [ 146 ] |
| Портрет молодой женщины англ. Portrait of a Young Lady                                                                     | Внешнее изображение | 1928         | холст, масло             | 27 x 22      | B.101   | частная коллекция | [ 147 ]                         |
| Причащающаяся англ. The Communicant                                                                                        | Внешнее изображение | 1928         | холст, масло             | 100 x 65     | B.102   | Бассейн (Рубе, Франция)                                                                                                | [ 148 ] [ 149 ]                 |
| Голуби англ. The Doves | Внешнее изображение | 1928         | холст, масло             | ?            | B.103   | неизвестная коллекция                                                                                                  | [ 150 ]                         |
| Обнажённая с голубем англ. Nude with Dove                                                                                  | Внешнее изображение | 1928         | холст, масло             | 121 x 64     | B.104   | частная коллекция (США)                                                                                                | [ 151 ]                         |
| Розовый пеньюар II англ. The Pink Shirt II                                                                                 | Внешнее изображение | 1928         | деревянная панель, масло | 41 x 33      | B.105   | частная коллекция (Франция)                                                                                            | [ 152 ]                         |
| Материнство англ. Maternity                                                                                                | Внешнее изображение | 1928         | деревянная панель, масло | 35 x 27      | B.106   | частная коллекция (Великобритания)                                                                                     | [ 153 ]                         |
| Портрет мужчины (незаконченный) англ. Portrait of a Man                                                                    | Внешнее изображение | 1928         | холст, масло             | 130 x 81     | B.107   | Государственный музей современного искусства (Париж, Франция)                                                          | [ 154 ] [ 155 ] [ 156 ]         |
| Портрет доктора Букара англ. Portrait of Doctor Boucard                                                                    | Внешнее изображение | 1928         | холст, масло             | 135 x 75     | B.108   | частная коллекция (Швейцария)                                                                                          | [ 157 ] [ 158 ]                 |
| Портрет графа Фюрстенберг-Хердрингенского англ. Portrait of the Count of Fürstenberg-Herdringen                            | Внешнее изображение | 1928         | холст, масло             | 41 x 27      | B.109   | частная коллекция (США)                                                                                                | [ 159 ]                         |
| Старик англ. Old Man | Внешнее изображение | 1928         | холст, масло             | 40,1 x 32,4  | B.110   | частная коллекция, 12 ноября 2018 года продана на аукционе «Кристис» за $125 000                                       | [ 160 ] [ 161 ]                 |
| Портрет барона Куффнера англ. Portrait of baron Kuffner                                                                    | Внешнее изображение | 1928         | деревянная панель, масло | 35 x 27      | B.111   | Государственный музей современного искусства (Париж, Франция)                                                          | [ 162 ] [ 163 ]                 |
| Невеста англ. The Bride | Внешнее изображение | 1928         | деревянная панель, масло | ?            | B.112   | приобретена непосредственно Джоном Коулом (США)                                                                        | [ 164 ]                         |
| Нана де Геррера англ. Nana de Herrera                                                                                      | Внешнее изображение | 1928/1929    | холст, масло             | 121 x 64     | B.113   | частная коллекция (США)                                                                                                | [ 165 ] [ 166 ]                 |
| Зелёный тюрбан англ. The Green Turban                                                                                      | Внешнее изображение | 1929         | деревянная панель, масло | 41 x 33      | B.114   | частная коллекция (США), 7 ноября 2007 года продана на аукционе «Кристис» за $2 169 000                                | [ 167 ] [ 168 ]                 |
| Автопортрет (Тамара в зелёном «Бугатти») англ. My Portrait                                                                 | Внешнее изображение | 1929         | деревянная панель, масло | 35 x 27      | B.115   | частная коллекция (Швейцария)                                                                                          | [ 169 ] [ 170 ]                 |
| Санкт-Мориц англ. Saint Moritz                                                                                             | Внешнее изображение | 1929         | деревянная панель, масло | 35 x 27      | B.116   | Музей изящных искусств (Орлеан, Франция)                                                                               | [ 171 ]                         |
| Музыкантка англ. The Musician                                                                                              | Внешнее изображение | 1929         | холст, масло             | 116 x 73     | B.117   | Художественная галерея Барри Фридмана (Нью-Йорк, США), 11 ноября 2018 года продана на аукционе «Кристис» за $9 087 500 | [ 172 ] [ 173 ] [ 174 ]         |
| Мирто англ. Myrto | Внешнее изображение | 1929         | холст, масло             | ?            | B.118   | украдена (Германия) | [ 175 ]                         |
| Рабыня (Андромеда) англ. The Slave                                                                                         | Внешнее изображение | 1929         | холст, масло             | 100 x 65     | B.119   | частная коллекция (США)                                                                                                | [ 176 ] [ 177 ]                 |
| Купальщицы англ. Women Bathing                                                                                             | Внешнее изображение | 1929         | холст, масло             | 89 x 99      | B.120   | частная коллекция (США)                                                                                                | [ 178 ] [ 179 ]                 |
| Этюд к «Купальщицам» англ. Study for "Women Bathing"                                                                       | Внешнее изображение | 1929         | деревянная панель, масло | 60 x 92      | B.121   | частная коллекция (США), 6 мая 2015 года продана на аукционе «Сотбис» за $790 000                                      | [ 180 ] [ 181 ]                 |
| Три обнажённые англ. Three Nudes                                                                                           | Внешнее изображение | 1929         | холст, масло             | 136,5 x 58,5 | B.122   | частная коллекция (США), 16 октября 2019 года продана на аукционе «Сотбис» за €420 500                                 | [ 182 ] [ 183 ]                 |
| Этюд к «Нью-Йорку» англ. New York (study)                                                                                  | Внешнее изображение | 1929         | холст, масло             | 81 x 65      | B.123   | частная коллекция (США)                                                                                                | [ 184 ]                         |
| Нью-Йорк англ. New York | Внешнее изображение | 1929         | холст, масло             | 46 x 38      | B.124   | частная коллекция (США), 7 мая 2013 года продана на аукционе «Сотбис» за $1 025 000                                    | [ 185 ] [ 186 ]                 |
| Небоскрёбы англ. Skyscrapers                                                                                               | Внешнее изображение | 1929         | деревянная панель, масло | 35 x 27      | B.125   | частная коллекция (США)                                                                                                | [ 187 ]                         |
| Портрет миссис Буш англ. Portrait of Mrs. Bush                                                                             | Внешнее изображение | 1929         | холст, масло             | 122 x 66     | B.126   | частная коллекция (США), 4 мая 2004 года продана на аукционе «Кристис» за $4 599 500                                   | [ 188 ] [ 189 ]                 |
| Дама в жёлтом платье англ. Woman in a Yellow Dress                                                                         | Внешнее изображение | 1929         | холст, масло             | 78 x 118     | B.127   | частная коллекция (Франция), 18 мая 2022 года выставлялась на аукционе «Сотбис», оцениваясь в $5 000 000—7 000 000     | [ 190 ] [ 191 ] [ 192 ] [ 193 ] |
| Девочка в розовом (Кизетта в розовом II) англ. Little Girl in Pink (Kizette in Pink II)                                    | Внешнее изображение | 1928/1930    | холст, масло             | 116 x 73     | B.130   | частная коллекция (США)                                                                                                | [ 194 ]                         |
| Юные девушки англ. The Girls                                                                                               | Внешнее изображение | 1930         | деревянная панель, масло | 35 x 27      | B.128   | частная коллекция (США), 11 ноября 2019 года продана на аукционе «Кристис» за $5 269 000                               | [ 195 ] [ 196 ] [ 197 ]         |
| Обнажённая на фоне зданий англ. Nude with Buildings                                                                        | Внешнее изображение | 1930         | холст, масло             |              | B.129   | частная коллекция (США)                                                                                                | [ 198 ]                         |
| Голубой платок англ. The Blue Scarf                                                                                        | Внешнее изображение | 1930         | деревянная панель, масло | 35 x 27      | B.131   | частная коллекция | [ 199 ] [ 200 ]                 |
| Портрет миссис Аллан Ботт англ. Portrait of Mrs. Allan Bott                                                                | Внешнее изображение | 1930         | холст, масло             | 162 x 97     | B.132   | частная коллекция (Швейцария)                                                                                          | [ 201 ] [ 202 ]                 |
| Телефон I англ. The Telephone I                                                                                            | Внешнее изображение | 1930         | ?                        | ?            | B.133   | неизвестная коллекция                                                                                                  | [ 203 ]                         |
| Телефон II англ. The Telephone II                                                                                          | Внешнее изображение | 1930         | деревянная панель, масло | 35 x 27      | B.134   | частная коллекция (Германия), 6 мая 2009 года продана на аукционе «Сотбис» за $1 986 500                               | [ 204 ] [ 205 ] [ 206 ]         |
| Спящая англ. Sleeping Girl                                                                                                 | Внешнее изображение | 1930         | деревянная панель, масло | 35 x 27      | B.135   | приобретена непосредственно бароном Жаком де К. (Франция)                                                              | [ 207 ]                         |
| Спящая англ. The Sleeping Girl                                                                                             | Внешнее изображение | 1930         | деревянная панель, масло | 38 x 46      | B.136   | Галерея изящных искусств на Уорт-авеню (США), 22 июня 2011 года продана на аукционе «Сотбис» за £4 073 250             | [ 208 ]                         |
| Две подружки англ. The Two Girlfriends                                                                                     | Внешнее изображение | 1930         | деревянная панель, масло | 73 x 38      | B.137   | частная коллекция (США), 6 октября 2020 года продана на аукционе «Кристис» за $9 405 500                               | [ 209 ] [ 210 ] [ 211 ]         |
| Портрет мадам Г. англ. Portrait of Madame G.                                                                               | Внешнее изображение | 1930         | холст, масло             | 41 x 33      | B.138   | частная коллекция (Франция), 13 мая 2016 года продана на аукционе «Кристис» за $509 000                                | [ 212 ] [ 213 ]                 |
| Фигура, нарисованная на золотом фоне англ. Figure Sketched on a Gold Background                                            | Внешнее изображение | 1930         | картон, масло            | 35 x 27      | B.139   | частная коллекция (Германия)                                                                                           | [ 214 ]                         |
| Святая Тереза Авильская англ. Saint Theresa of Avila                                                                       | Внешнее изображение | 1930         | деревянная панель, масло | ?            | B.140   | частная коллекция, 19 июня 2013 года продана на аукционе «Сотбис» за £578 500                                          | [ 215 ] [ 216 ]                 |
| Соломенная шляпа англ. The Straw Hat                                                                                       | Внешнее изображение | 1930         | деревянная панель, масло | 35 x 27      | B.141   | частная коллекция (США)                                                                                                | [ 217 ]                         |
| Девушка в перчатках англ. Young Lady with Gloves                                                                           | Внешнее изображение | 1930         | фанера, масло            | 61 x 46      | B.142   | Национальный фонд современного искусства (Франция)                                                                     | [ 218 ] [ 219 ] [ 220 ]         |
| Портрет Иры П. англ. Portrait of Ira P.                                                                                    | Внешнее изображение | 1930         | деревянная панель, масло | 99 x 65      | B.143   | частная коллекция (США), 1 января 1970 года продана на аукционе «Кристис» за $1 190 500                                | [ 221 ] [ 222 ] [ 223 ]         |
| Весна англ. Spring | Внешнее изображение | 1930         | деревянная панель, масло | 41 x 33      | B.144   | частная коллекция (США)                                                                                                | [ 224 ]                         |
| Портрет молодой женщины с квадратной колонной англ. Portrait of a Young Lady and a Square Column                           | Внешнее изображение | 1931         | холст, масло             | 100 x 51     | B.145   | частная коллекция (Швейцария)                                                                                          | [ 225 ]                         |
| Портрет мадам Букар англ. Portrait of Mrs. Boucard                                                                         | Внешнее изображение | 1931         | холст, масло             | 135 x 75     | B.146   | частная коллекция (США)                                                                                                | [ 226 ] [ 227 ]                 |
| Адам и Ева англ. Adam and Eve                                                                                              | Внешнее изображение | 1931         | деревянная панель, масло | 116 x 73     | B.147   | частная коллекция (США)                                                                                                | [ 228 ] [ 229 ]                 |
| Идиллия англ. Idyll | Внешнее изображение | 1931         | деревянная панель, масло | 41 x 33      | B.148   | частная коллекция (Япония), 1 ноября 2011 года продана на аукционе «Кристис» за $4 786 500                             | [ 230 ] [ 231 ] [ 232 ]         |
| Портрет Пьера де Монто англ. Portrait of Pierre de Montaut                                                                 | Внешнее изображение | 1931         | деревянная панель, масло | 41 x 27      | B.149   | частная коллекция (Франция)                                                                                            | [ 233 ]                         |
| Портрет мужчины с поднятым воротником англ. Portrait of a Man with His Collar Turned Up                                    | Внешнее изображение | 1931         | деревянная панель, масло | 41 x 33      | B.150   | частная коллекция (США)                                                                                                | [ 234 ]                         |
| Обнажённая на фоне парусников англ. Nude with Sailboats                                                                    | Внешнее изображение | 1931         | холст, масло             | 113 x 56,5   | B.151   | коллекция мистера Брюса Р. Левина (США)                                                                                | [ 235 ]                         |
| Синий час англ. The Blue Hour                                                                                              | Внешнее изображение | 1931         | холст, масло             | 55 x 38      | B.152   | частная коллекция (США)                                                                                                | [ 236 ]                         |
| Женщина с голубем англ. Woman with Dove                                                                                    | Внешнее изображение | 1931         | деревянная панель, масло | 37 x 28      | B.153   | частная коллекция (США), 11 ноября 2018 года продана на аукционе «Кристис» за $5 375 000                               | [ 237 ] [ 238 ]                 |
| Арлетт Букар с каллами англ. Arlette Boucard with Arums                                                                    | Внешнее изображение | 1931         | фанера, масло            | 91 x 55,5    | B.154   | частная коллекция (Германия), 5 мая 2009 года продана на аукционе «Сотбис» за $1 482 500                               | [ 239 ] [ 240 ] [ 241 ]         |
| Аронники англ. Arums | Внешнее изображение | 1931         | деревянная панель, масло | 92 x 60      | B.155   | коллекция Патрисии и Джеймса Кейнов (США)                                                                              | [ 242 ]                         |
| Аронники англ. Arums | Внешнее изображение | 1931         | деревянная панель, масло | 55 x 33      | B.156   | частная коллекция (США)                                                                                                | [ 242 ]                         |
| Анфас и профиль англ. Fullface and Profile                                                                                 | Внешнее изображение | 1931         | холст, масло             | 46 x 38      | B.157   | частная коллекция (США)                                                                                                | [ 243 ] [ 206 ]                 |
| Беженцы англ. The Refugees                                                                                                 | Внешнее изображение | 1931         | деревянная панель, масло | 51 x 53      | B.158   | Музей искусства и истории Сен-Дени (Сен-Дени, Франция)                                                                 | [ 244 ] [ 245 ]                 |
| Мать и дитя англ. Mother and Child                                                                                         | Внешнее изображение | 1931         | деревянная панель, масло | 33 x 24      | B.159   | МУДО — Музей Уаза (Бове, Франция)                                                                                      | [ 246 ]                         |
| Выздоравливающая англ. The Convalescent                                                                                    | Внешнее изображение | 1932         | деревянная панель, масло | 56 x 42      | B.160   | частная коллекция (США)                                                                                                | [ 247 ]                         |
| Портрет мадам М. англ. Portrait of Mrs. M.                                                                                 | Внешнее изображение | 1932         | холст, масло             | 100 x 65     | B.161   | частная коллекция (Франция), 6 мая 2009 года продана на аукционе «Кристис» за $6 130 500                               | [ 248 ] [ 249 ]                 |
| Букет гвоздик англ. The Bouquet of Carnations                                                                              | Внешнее изображение | 1932         | холст, масло             | 30,5 x 35,5  | B.162   | частная коллекция (США), 14 сентября 2006 года продана на аукционе «Кристис» за $60 000                                | [ 250 ] [ 251 ]                 |
| Аронники и папоротник англ. Arums and Ferns                                                                                | Внешнее изображение | 1932         | холст, масло             | ?            | B.163   | неизвестная коллекция                                                                                                  | [ 252 ]                         |
| Жанна д’Арк англ. Joan of Arc                                                                                              | Внешнее изображение | 1932         | деревянная панель, масло | 41 x 27      | B.164   | неизвестная коллекция                                                                                                  | [ 253 ]                         |
| Блеск англ. The Brilliance                                                                                                 | Внешнее изображение | 1932         | деревянная панель, масло | 35 x 27      | B.165   | частная коллекция (США), 28 октября 2020 года продана на аукционе «Сотбис» за $3 408 000                               | [ 254 ] [ 255 ]                 |
| Портрет Марджори Ферри англ. Portrait of Marjorie Ferry                                                                    | Внешнее изображение | 1932         | холст, масло             | 100 x 65     | B.166   | частная коллекция (Германия), 5 февраля 2020 года продана на аукционе «Сотбис» за £16 380 000                          | [ 256 ] [ 257 ] [ 258 ] [ 259 ] |
| Цветочный венок I англ. The Flower Wreath I                                                                                | Внешнее изображение | 1932         | ?                        | ?            | B.167   | ? | [ 260 ]                         |
| Цветочный венок II англ. The Flower Wreath II                                                                              | Внешнее изображение | 1932         | деревянная панель, масло | 31 x 22      | B.168   | частная коллекция (США)                                                                                                | [ 261 ] [ 262 ]                 |
| Хоровод англ. The Round Dance                                                                                              | Внешнее изображение | 1932         | деревянная панель, масло | ?            | B.169   | неизвестная коллекция                                                                                                  | [ 263 ]                         |
| Рисующая юная девушка англ. Girl Drawing                                                                                   | Внешнее изображение | 1932         | деревянная панель, масло | ?            | B.170   | приобретена непосредственно Лидорикисом (Греция)                                                                       | [ 264 ]                         |
| У окна англ. At the Window                                                                                                 | Внешнее изображение | 1932         | деревянная панель, масло | 39 x 29      | B.171   | частная коллекция (Франция)                                                                                            | [ 265 ]                         |
| Портрет Эвелин П. англ. Portrait of Evelyne P.                                                                             | Внешнее изображение | 1932         | деревянная панель, масло | 28 x 28      | B.172   | коллекция Иры Перро (Франция), 5 февраля 2014 года продана на аукционе «Кристис» за £146 500                           | [ 266 ] [ 267 ] [ 268 ]         |
| Портрет Сюзи Солидор англ. Portrait of Suzy Solidor                                                                        | Внешнее изображение | 1933         | деревянная панель, масло | 46 x 38      | B.173   | Замок Гримальди (Кань-сюр-Мер, Франция)                                                                                | [ 269 ] [ 270 ]                 |
| Спящая девочка (Кизетта) I англ. The Sleeping Girl (Kizette) I                                                             | Внешнее изображение | 1933         | деревянная панель, масло | 31 x 41      | B.174   | частная коллекция (США), 7 мая 2014 года продана на аукционе «Сотбис» за $2 741 000                                    | [ 271 ] [ 272 ] [ 273 ]         |
| Портрет мадемуазель Пум Рашу англ. Portrait of Miss Poum Rachou                                                            | Внешнее изображение | 1933         | холст, масло             | 92 x 46      | B.175   | частная коллекция (Германия), 16 ноября 2021 года продана на аукционе «Сотбис» за $7 847 400                           | [ 274 ] [ 275 ] [ 276 ]         |
| Широкополая шляпа англ. Wide Brimmed Hat                                                                                   | Внешнее изображение | 1933         | деревянная панель, масло | 46 x 38      | B.176   | частная коллекция (Франция)                                                                                            | [ 277 ]                         |
| Портрет графа Веттора Марчелло англ. Portrait of Count Vettor Marcello                                                     | Внешнее изображение | 1933         | деревянная панель, масло | 35 x 27      | B.177   | частная коллекция | [ 278 ]                         |
| Этюд к портрету графа Веттора Марчелло англ. Portrait of Count Vettor Marcello (study)                                     | Внешнее изображение | 1933         | холст, масло             | ?            | B.178   | частная коллекция | [ 279 ]                         |
| Мужской портрет англ. Portrait of a Man                                                                                    | Внешнее изображение | 1933         | деревянная панель, масло | 24 x 16      | B.179   | частная коллекция (Франция)                                                                                            | [ 155 ]                         |
| Женский портрет англ. Portrait of a Woman                                                                                  | Внешнее изображение | 1933         | деревянная панель, масло | 27 x 19      | B.180   | коллекция Анны Гарднер Люс (США), 8 июня 2017 года продана на аукционе «Сотбис» за $32 500                             | [ 280 ] [ 281 ]                 |
| Портрет юной девушки англ. Portrait of a Girl                                                                              | Внешнее изображение | 1933         | деревянная панель, масло | 27 x 19      | B.181   | частная коллекция (США)                                                                                                | [ 282 ]                         |
| Польская девушка англ. The Polish Girl                                                                                     | Внешнее изображение | 1933         | деревянная панель, масло | 35 x 27      | B.182   | частная коллекция (Германия), в 2003 году выставлялась на аукционе «Сотбис»                                            | [ 283 ] [ 284 ]                 |
| Польская девушка-крестьянка англ. Polish Peasant Girl                                                                      | Внешнее изображение | 1933         | деревянная панель, масло | ?            | B.183   | приобретена непосредственно супругами Леже (Канада)                                                                    | [ 285 ]                         |
| Юная девушка в платке англ. Girl with Scarf                                                                                | Внешнее изображение | 1933         | деревянная панель, масло | ?            | B.184   | неизвестная коллекция                                                                                                  | [ 286 ]                         |
| Юная девушка, склонившая голову англ. Girl with Bent Head                                                                  | Внешнее изображение | 1933         | деревянная панель, масло | ?            | B.185   | неизвестная коллекция                                                                                                  | [ 287 ]                         |
| Портрет Альфонсо XIII англ. Portrait of Alphonse XIII                                                                      | нет изображения     | 1934         | холст, масло             | ?            | B.186   | коллекция Альфонсо XIII (Испания)                                                                                      | [ 288 ]                         |
| Мадонина англ. Madonina | Внешнее изображение | 1934         | медь, масло              | 18 x 12,8    | B.187   | частная коллекция (США)                                                                                                | [ 289 ]                         |
| Бретонская девушка англ. The Breton Girl                                                                                   | Внешнее изображение | 1934         | деревянная панель, масло | 31 x 29      | B.188   | частная коллекция | [ 290 ]                         |
| Голубая Мадонна англ. The Blue Virgin                                                                                      | Внешнее изображение | 1934         | деревянная панель, масло | 20 x 13,5    | B.189   | частная коллекция (Италия)                                                                                             | [ 291 ] [ 292 ]                 |
| Дева со слезой англ. Virgin with the Tear                                                                                  | Внешнее изображение | 1935         | деревянная панель, масло | ?            | B.190   | неизвестная коллекция                                                                                                  | [ 293 ]                         |
| Мать-настоятельница англ. The Mother Superior                                                                              | Внешнее изображение | 1935         | холст на картоне, масло  | 30 x 20      | B.191   | Музей изящных искусств (Нант, Франция)                                                                                 | [ 294 ] [ 295 ]                 |
| Нищий с мандолиной англ. Beggar with Mandolin                                                                              | Внешнее изображение | 1935         | холст, масло             | 67 x 51      | B.192   | МУДО — Музей Уаза (Бове, Франция)                                                                                      | [ 296 ]                         |
| Портрет Джино Пульизи в молодости англ. Portrait of Gino Puglisi in His Youth                                              | Внешнее изображение | 1935         | деревянная панель, масло | 35 x 27      | B.193   | частная коллекция | [ 297 ]                         |
| Святой Антоний англ. Saint Anthony                                                                                         | Внешнее изображение | 1936         | деревянная панель, масло | 35 x 27      | B.194   | частная коллекция (США)                                                                                                | [ 298 ] [ 299 ]                 |
| Перед грозой англ. Before the Storm                                                                                        | Внешнее изображение | 1936         | холст на картоне, масло  | 19 x 27      | B.195   | частная коллекция (США)                                                                                                | [ 300 ]                         |
| Святой Иоанн Креститель англ. Saint John the Baptist                                                                       | Внешнее изображение | 1936         | картон, масло            | 35 x 30      | B.196   | Фонд Виктора Мануэля Контрераса (Мексика)                                                                              | [ 301 ]                         |
| Кватроченто англ. Quattrocento                                                                                             | Внешнее изображение | 1937         | холст, масло             | 55 x 46      | B.197   | частная коллекция (Франция)                                                                                            | [ 302 ]                         |
| Грациелла англ. Graziella                                                                                                  | Внешнее изображение | 1937         | деревянная панель, масло | 35 x 24      | B.198   | Музей современного искусства Андре Мальро (Гавр, Франция)                                                              | [ 303 ]                         |
| Копия «Ливийской сивиллы» Микеланджело англ. Copy of the Sibylla Libica by Michelangelo                                    | Внешнее изображение | 1937         | деревянная панель, масло | 30 x 25      | B.199   | частная коллекция | [ 304 ]                         |
| Крестьянин англ. The Peasant Man                                                                                           | Внешнее изображение | 1937         | холст на картоне, масло  | 40 x 28,5    | B.200   | частная коллекция (Франция), 19 июня 2007 года продана на аукционе «Кристис» за £141 600                               | [ 305 ] [ 306 ]                 |
| Крестьянка с кувшином англ. Peasant Girl with Pitcher                                                                      | Внешнее изображение | 1937         | деревянная панель, масло | 35 x 27      | B.201   | частная коллекция (США)                                                                                                | [ 307 ]                         |
| Крестьянская девушка англ. The Peasant Girl                                                                                | Внешнее изображение | 1937         | холст, масло             | 40,6 x 30,5  | B.202   | Художественная галерея Барри Фридмана (Нью-Йорк, США)                                                                  | [ 308 ]                         |
| Молящаяся крестьянка англ. Peasant Girl Praying                                                                            | Внешнее изображение | 1937         | холст, масло             | 25 x 15      | B.203   | частная коллекция (США)                                                                                                | [ 309 ]                         |
| Мадонна англ. Madonna | Внешнее изображение | 1937         | деревянная панель, масло | 33 x 33      | B.204   | МУДО — Музей Уаза (Бове, Франция)                                                                                      | [ 310 ]                         |
| Невинность англ. Innocence                                                                                                 | Внешнее изображение | 1937         | холст, масло             | 27 x 24      | B.205   | частная коллекция (Аргентина), 4 мая 2006 года продана на аукционе «Сотбис» за $144 000                                | [ 311 ] [ 312 ]                 |
| Клаудия англ. Claudia | нет изображения     | 1938         | ?                        | ?            | B.206   | неопознанная работа | [ 313 ]                         |
| Купающаяся Сюзанна англ. Suzanne Bathing                                                                                   | Внешнее изображение | 1938         | холст, масло             | 90 x 60      | B.207   | частная коллекция (Италия), 23 июня 2014 года продана на аукционе «Сотбис» за £2 378 500                               | [ 314 ] [ 315 ] [ 316 ]         |
| Натюрморт с аронниками и зеркалом англ. Still Life with Arums and Mirror                                                   | Внешнее изображение | 1938         | холст, масло             | 65 x 50      | B.208   | Государственный музей современного искусства (Париж, Франция)                                                          | [ 317 ] [ 318 ]                 |
| Аронники (этюд) англ. Arums (study)                                                                                        | Внешнее изображение | 1938         | холст, масло             | 41 x 33      | B.209   | частная коллекция, 8 декабря 2011 года продана на аукционе «Сотбис» за €156 750                                        | [ 319 ] [ 320 ]                 |
| Срезанные цветы в вазах (четыре панно) англ. Cut Flowers in Vases (four panels)                                            | нет изображения     | 1938         | холст, масло             | 60,5 x 21    | B.210   | Художественная галерея Барри Фридмана (Нью-Йорк, США)                                                                  | [ 321 ]                         |
| Роза англ. A Rose | Внешнее изображение | 1938         | холст на картоне, масло  | 35 x 27      | B.211   | Фонд Виктора Мануэля Контрераса (Мексика), 18 мая 2020 года продана на аукционе «Сотбис» за $275 000                   | [ 322 ] [ 323 ]                 |
| Розы англ. Roses | Внешнее изображение | 1938         | холст на картоне, масло  | 27 x 22      | B.212   | Фонд Виктора Мануэля Контрераса (Мексика), 3 марта 2022 года продана на аукционе «Сотбис» за £163 800                  | [ 324 ] [ 325 ]                 |
| Портрет девочки I англ. Portrait of a Little Girl I                                                                        | Внешнее изображение | 1938         | холст, масло             | ?            | B.213   | неизвестная коллекция                                                                                                  | [ 326 ]                         |
| Белокурый ребёнок англ. The Blond Child                                                                                    | Внешнее изображение | 1938         | холст, масло             | 32 x 25,5    | B.214   | частная коллекция (Франция)                                                                                            | [ 327 ]                         |
| Индиец в тюрбане англ. Indian with Turban                                                                                  | Внешнее изображение | 1939         | холст, масло             | 56 x 38,1    | B.215   | частная коллекция (США), 13 ноября 2017 года продана на аукционе «Сотбис» за $150 000                                  | [ 328 ] [ 329 ] [ 330 ] [ 331 ] |
| Юная девушка в белом головном уборе англ. Girl Wearing a White Headdress                                                   | Внешнее изображение | 1939         | холст, масло             | 27 x 19      | B.216   | частная коллекция (США)                                                                                                | [ 332 ]                         |
| Портрет Луизианны Куффнер англ. Portrait of Louisanne Kuffner                                                              | Внешнее изображение | 1939         | холст, масло             | 28 x 23      | B.217   | частная коллекция (США)                                                                                                | [ 333 ] [ 334 ]                 |
| Пожилая дама в чёрном, набросок англ. Old Lady in Black (sketch)                                                           | Внешнее изображение | 1939         | холст, масло             | 35 x 27      | B.218   | собственность семьи Лемпицка                                                                                           | [ 335 ]                         |
| Молодая женщина со скрещенными руками англ. Young Lady with Crossed Arms                                                   | Внешнее изображение | 1939         | холст, масло             | 50,8 x 40,6  | B.219   | Метрополитен-музей (Нью-Йорк, США)                                                                                     | [ 336 ] [ 337 ]                 |